# Madeleine Passot
Madeleine Passot (28 de agosto de 1914 - 19 de setembro de 2009) foi uma comunista francesa que trabalhou para a Resistência Francesa como agente de ligação durante a Segunda Guerra Mundial (1939-1945). Ela foi presa e deportada para o campo de concentração de Auschwitz, mas sobreviveu à guerra e voltou para a França. Ela se tornou Madeleine Jégouzo por conta do casamento em 1947.